# A.J. Styles & Christopher Daniels
A.J. Styles y Christopher Daniels son un equipo en parejas (ahora ocasional) en la Total Nonstop Action Wrestling.

## Historia
Las primeras interacciones vinieron cuando tuvieron un feudo por el título de la TNA Division X. Ellos lucharon por más del 2005 sobre el título, con Styles como face y Daniels como heel. Una de las peleas más interesantes entre los dos incluye a Samoa Joe. Como siempre, eso cambio cuando Joe hizo que Daniels sufriera una lesión al aplicar un muscle buster, luego trajo la silla y le volvió a aplicar uno pero esta vez sobre la silla en Genesis 2005, haciendo que Daniels con una conmoción mayor. Al regresar, Daniels pasó a ser un face, y vino a ayudar a Styles en Turning Point, después de que perdiera el título, cuando Joe trató de lesionar a Styles como lo hizo con Daniels. En abril del 2011, durante su feudo con Immortals, Styles fue brutalmente atacado por Bully Ray, lesionándole. Dos semanas después, Daniels hizo su regreso a la TNA, como nuevo integrante de Fortune, atacando a Bully Ray, Matt Hardy y Abyss, en señal de venganza por lo acontecido con AJ Styles semanas atrás

## En lucha
- Movimientos finales
  - Best Moonsault Ever (Double jump moonsault) de Daniels y frog splash de Styles en cualquier orden

- Movimientos de firma
  - Combinación de Death Valley driver de Daniels y standing backflip kick
  - Combinación de simultáneos belly to back suplex de Daniels y flying clothesline de Styles
  - Combinación de vertical suplex de Daniels y diving crossbody de Styles

## Campeonatos y logros
- Total Nonstop Action Wrestling
  - NWA World Tag Team Championship (2 veces)[1]
  - Match of the Year (2006) contra The Latin American Xchange (Homicide & Hernandez) en un Ultimate X match en No Surrender[2]
  - Tag Team of the Year (2006)[2]

- Pro Wrestling Illustrated
  - Equipo del año (2006)[3]

- Pro Wrestling Report
  - Tag Team of the Year (2006)